# MASH (film)
MASH (též M*A*S*H) je celovečerní americký film režiséra Roberta Altmana z roku 1970 založený na románu spisovatele Richarda Hookera. Řadí se mezi satirické komedie s černým humorem. Pojednává o mobilní armádní nemocnici během korejské války. Po úspěchu filmu se začal natáčet také neméně úspěšný stejnojmenný seriál.
V roce 1970 zvítězil na filmovém festivalu v Cannes, odkud si tvůrci odnesli Zlatou palmu, a z pěti nominací (film, režie, střih, scénář a herečka ve vedlejší roli pro Sally Kellermanovou) získal také Oscara za scénář.
Podle některých zdrojů se jako komparzista ve snímku objevil v jedné ze svých prvních rolí Sylvester Stallone.